# Madeleine repentante (Scaglia)
La Madeleine repentante est un tableau de Girolamo Scaglia, datant de la seconde moitié du XVIIe siècle.
Le tableau est actuellement conservé au musée des Beaux-Arts de Rennes.

## Le sujet
Le tableau représente Marie Madeleine, encore richement vêtue et endormie auprès d'un coffret à bijoux. Cette scène prépare son nouveau destin spirituel ou repentant, renonçant à sa vie passée. De nombreux autres peintres ont interprété le même thème, la Madeleine repentante du Caravage en étant un exemple.

## Histoire du tableau
Le tableau a été acquis par le musée des Beaux-Arts de Rennes en 1996.